# Hincksipora spinulifera
Hincksipora spinulifera är en mossdjursart som först beskrevs av Walter Douglas Hincks 1889.  Hincksipora spinulifera ingår i släktet Hincksipora och familjen Hincksiporidae. Inga underarter finns listade i Catalogue of Life.